# توماس سميث
توماس سميث (بالإنجليزية: Thomas Smith )‏ (و. 1745 – 1809 م) هو سياسي، ومحامي، وقاضي، من الولايات المتحدة الأمريكية، ولد في اسكتلندا، توفي في فيلادلفيا، بنسيلفانيا، عن عمر يناهز 64 عاماً.

## مناصب
تولى منصب عضو مجلس نواب بنسلفانيا.

## التعليم
تعلم في جامعة إدنبرة.